# Prix Chambon-P
Le Prix Chambon-P, anciennement (jusqu'en 1991) Prix de la Société des steeple-chases de France,, est une course hippique de trot attelé se déroulant au mois de juin (en mai avant 2022) sur l'hippodrome de Vincennes.
C'est une course de Groupe II, internationale, réservée aux chevaux de 6 à 11 ans, ayant gagné au moins 130 000 € (conditions en 2025).
Elle se court sur la distance de 2 850 mètres (grande piste), départ volté. L'allocation s'élève en 2025 à 120 000 €, dont 54 000 € pour le vainqueur. L'épreuve n'a pas eu lieu en 2000 et 2001.
La course rend hommage à Chambon P, trotteur né en 1968 qui fut comme son père, Kerjacques, un grand étalon, engendrant notamment Jeune Orange, Képi Vert, Le Loir, Nevers, Potin d'Amour, Pontcaral, Quiton du Coral, Réussite de Rozoy, Sancho Pança, Tipouf, Vivaldi de Chenu, Abercrombie et l'italien Nevaio.

## Palmarès depuis 1978
| Année | Vainqueur          | Pays   | Père               | Driver                | Entraîneur               | Distance | Réd.km |
| ----- | ------------------ | ------ | ------------------ | --------------------- | ------------------------ | -------- | ------ |
| 2025  | Inexess Bleu       | France | Vittel de Brévol   | Alexandre Abrivard    | Michel Gallier           | 2 850 m  | 1'13"3 |
| 2024  | Hooker Berry       | France | Booster Winner     | Nicolas Bazire        | Franck Leblanc           | 2 850 m  | 1'11"3 |
| 2023  | Ampia Mede SM      | Italie | Ganymède           | Franck Nivard         | Fabrice Souloy           | 2 850 m  | 1'13"4 |
| 2022  | Gu d'Héripré       | France | Coktail Jet        | Jean-Philippe Monclin | Fabrice Souloy           | 2 850 m  | 1'14"1 |
| 2021  | Violetto Jet       | Italie | Nocciolaia Jet     | Franck Nivard         | Fabrice Souloy           | 2 850 m  | 1'12"5 |
| 2020  | Énino du Pommereux | France | Coktail Jet        | Matthieu Abrivard     | Sylvain Roger            | 2 875 m  | 1'12"4 |
| 2019  | Tony Gio           | Italie | Varenne            | Éric Raffin           | Sébastien Guarato        | 2 850 m  | 1'11"7 |
| 2018  | Bélina Josselyn    | France | Love You           | Jean-Michel Bazire    | Jean-Michel Bazire       | 2 850 m  | 1'12"3 |
| 2017  | Bélina Josselyn    | France | Love You           | Jean-Michel Bazire    | Jean-Michel Bazire       | 2 850 m  | 1'12"2 |
| 2016  | Amiral Sacha       | France | Ganymède           | Gabriele Gelormini    | Florent Lamare           | 2 850 m  | 1'12"5 |
| 2015  | Akim du Cap Vert   | France | First de Retz      | Franck Anne           | Franck Anne              | 2 850 m  | 1'13"1 |
| 2014  | Uhlan du Val       | France | Islero de Bellouet | Cédric Megissier      | Cédric Megissier         | 2 850 m  | 1'11"9 |
| 2013  | Texas Charm        | France | Cygnus d'Odyssée   | Julien Dubois         | Philippe Moulin          | 2 850 m  | 1'13"2 |
| 2012  | Rodrigo Jet        | France | Coktail Jet        | Pierre Vercruysse     | Jean-Étienne Dubois      | 2 850 m  | 1'13"1 |
| 2011  | Roc Meslois        | France | Look de Star       | Pierre Belloche       | Pierre Belloche          | 2 850 m  | 1'13"4 |
| 2010  | Orlando Sport      | France | Hand du Vivier     | Sébastien Baude       | Roger Coueffin           | 2 850 m  | 1'14"8 |
| 2009  | Monte Georgio      | France | Ganymède           | Pierre Levesque       | Pierre Levesque          | 2 850 m  | 1'14"3 |
| 2008  | One du Rib         | France | First de Retz      | Joël Hallais          | Joël Hallais             | 2 850 m  | 1'13"2 |
| 2007  | L'Océan d'Urfist   | France | Pelops             | Junior Guelpa         | Stéphane Guelpa          | 2 850 m  | 1'12"8 |
| 2006  | Lady d'Auvrecy     | France | Dorenzo            | Sébastien Baude       | Franck Harel             | 2 850 m  | 1'15"5 |
| 2005  | Kazire de Guez     | France | Udo de Touraine    | Jean-Michel Bazire    | Jean-Michel Bazire       | 2 700 m  | 1'15"5 |
| 2004  | Général du Lupin   | France | Lutin d'Isigny     | Jean-Michel Bazire    | Jean-Paul Marmion        | 2 700 m  | 1'13"8 |
| 2003  | Général du Lupin   | France | Lutin d'Isigny     | Pierre Vercruysse     | Jean-Paul Marmion        | 2 700 m  | 1'14"  |
| 2002  | Gébrazac           | France | Sébrazac           | Serge Peltier         | Serge Peltier            | 2 700 m  | 1'14"7 |
| 2001  | -                  |        |                    | -                     |                          |          |        |
| 2000  | -                  |        |                    | -                     |                          |          |        |
| 1999  | Général du Pommeau | France | Sébrazac           | Jules Lepennetier     | Jules Lepennetier        | 2 100 m  | 1'14"3 |
| 1998  | Écho               | France | Qlorest du Vivier  | Jean-Étienne Dubois   | Jean-Étienne Dubois      | 2 100 m  | 1'14"2 |
| 1997  | Défi d'Aunou       | France | Armbro Goal        | Jean-Étienne Dubois   | Jean-Étienne Dubois      | 2 100 m  | 1'16"  |
| 1996  | Abo Volo           | France | Lurabo             | Jos Verbeeck          | Paul Viel                | 2 100 m  | 1'13"3 |
| 1995  | Activity           | Suède  | Active Bowler      | Anders Lindqvist      | Bengt Hansson            | 2 100 m  | 1'16"3 |
| 1994  | Vourasie           | France | Fakir du Vivier    | Bernard Oger          | Léopold Verroken         | 2 100 m  | 1'15"1 |
| 1993  | Ulster du Cadran   | France | Kilt du Cadran     | Jacques-Henri Treich  | Jacques-Henri Treich     | 2 100 m  | 1'15"5 |
| 1992  | Ursulo de Crouay   | France | Mivus              | Joël Hallais          | Joël Hallais             | 2 100 m  | 1'15"7 |
| 1991  | Ursulo de Crouay   | France | Mivus              | Joël Hallais          | Joël Hallais             | 2 100 m  | 1'14"9 |
| 1990  | Riton du Gîte      | France | Buffet II          | Michel Lenoir         | Georges Lelièvre         | 1 609 m  | 1'15"7 |
| 1989  | Rêve d'Udon        | France | Éjakval            | Yves Dreux            | Bernard Desmontils       | 1 609 m  | 1'14"7 |
| 1988  | Oreste Brillouard  | France | Actium             | Ulf Nordin            | Jacky Béthouart          | 1 609 m  | 1'13"1 |
| 1987  | Paugayen Port      | France | Dauga              | Joël Hallais          | Joël Hallais             | 1 609 m  | 1'13"8 |
| 1986  | Omnifer            | France | Vésuve T           | Paul Delanoë          | Paul Delanoë             | 1 609 m  | 1'13"7 |
| 1985  | Nador Cléville     | France | Glorieux Jour      | Peter Engberg         | Stig Engberg             | 2 150 m  | 1'18"5 |
| 1984  | Monquier           | France | Villequier B       | Léopold Verroken      | Léopold Verroken         | 2 150 m  | 1'18"  |
| 1983  | Mozon              | France | Discret Amour      | Jean-Paul Fairand     | Jean-Paul Fairand        | 2 150 m  | 1'13"8 |
| 1982  | Lutin d'Isigny     | France | Firstly            | Jean-Paul André       | Maurice-Georges Cornière | 2 150 m  | 1'13"  |
| 1981  | Ino Ludois         | France | Quioco             | Marc Bonhomme         | Giovanni Lincetto        | 2 150 m  | 1'17"9 |
| 1980  | Ispahan            | France | Ura                | Alain Laurent         | Jean Riaud               | 2 150 m  | 1'17"5 |
| 1979  | Grande Source      | France | Sabi Pas           | Gérard Mascle         | Henri Levesque           | 2 050 m  | 1'18"2 |
| 1978  | Fadet              | France | Nouvel Atout II    | Jean-Claude Hallais   | Jean-Claude Hallais      | 2 050 m  | 1'18"4 |